# Абултаево
Абултаево — деревня в Сафакулевском районе Курганской области. Входит в состав Сулюклинского сельсовета.

## История
До 1917 года входила в состав Сарт-Калмыкской волости Челябинского уезда Оренбургской губернии. По данным на 1926 год состояла из 72 хозяйств. В административном отношении входила в состав Абдульменевского сельсовета Яланского района Челябинского округа Уральской области.

## Население
| 1989 | 2002 | 2010 |
| ---- | ---- | ---- |
| 406  | ↗480 | ↘410 |

По данным переписи 1926 года в деревне проживало 322 человека (151 мужчина и 171 женщина), в том числе: башкиры составляли 99 % населения.
Национальный состав
Согласно результатам Всероссийской переписи населения 2002 года, в национальной структуре населения башкиры составляли 91 %.

## Религия
Мечети
- Мечеть